# دانشگاه دولتی ماریوپل

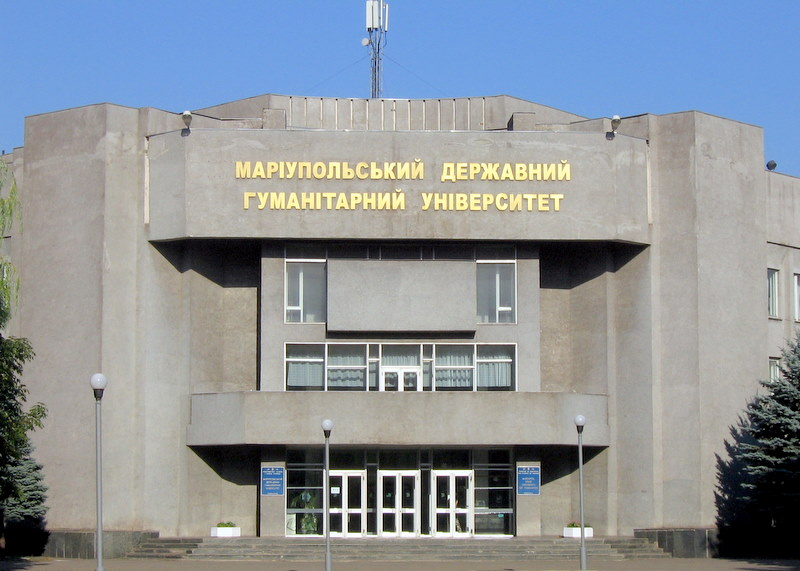
تصویر این دانشگاه

دانشگاه دولتی ماریوپل (به لاتین: Mariupol State University) یک دانشگاه در اوکراین است که در ماریوپل واقع شده‌است.